# Dzikowice
Dzikowice (niem. Ebersdorf) – wieś w Polsce położona w województwie lubuskim, w powiecie żagańskim, w gminie Szprotawa.
W latach 1975–1998 miejscowość administracyjnie należała do województwa zielonogórskiego.

## Dane, infrastruktura
- Powierzchnia wsi wynosi 1 405,90 ha,
- zamieszkuje ją 499 osób[5],
- gęstość zaludnienia – 37 osób/km².
- Miejscowość jest typową wsią rolniczą.
- Wieś posiada wodociąg oraz oświetlenie uliczne oraz drogi komunikacyjne o trwałej nawierzchni.

## Zabytki
Do wojewódzkiego rejestru zabytków wpisane są:
- kościół parafialny rzymskokatolicki pod wezwaniem Matki Boskiej Bolesnej, wybudowany w stylu gotyckim w XIII wieku z kamienia polnego i rudy darniowej, w XV wieku, XVII wieku; budowla jednonawowa w stylu wczesnogotyckim; obecny kształt kościoła pochodzi z około 1406 roku; w XV wieku dobudowano ceglaną wieżę, a w 1882 roku gont na dachu zastąpiono czerwoną dachówką; na uwagę zasługuje gotycki portal kamienny z początków XV stulecia i późnogotycki ołtarz tryptykowy z 1505 roku.
- brama cmentarna, zabytkowa z XV-wieczna, znajduje się w otaczającym świątynię kamiennym murze[5].

## Warunki do działalności rolniczej
Użytki rolne Dzikowic stanowią 1120,27 ha, z czego na:
- grunty orne przypada – 979,35 ha,
- łąki i pastwiska – 140,90 ha.

Niemal 80% gruntów zaliczanych jest do klas od III a – IV b (kompleks pszenny), osiągające Wskaźnik Waloryzacji Rolniczej Przestrzeni Produkcyjnej Gleb – 77,4 pkt., przy średniej gminy – 75,4 pkt. Występują tu uprawy rzepaku, pszenicy i roślin strączkowych itp. w systemie intensywnym. W zakresie produkcji zwierzęcej dominuje tucz trzody chlewnej i bydła opasowego. W strukturze obszarowej gospodarstw jest 84 rolników, w tym 20 prowadzi gospodarstwa powyżej 20 ha.

## Koło Gospodyń Wiejskich, OSP, świetlica
Źródło: Gmina Szprotawa
- W Kole Gospodyń Wiejskich działa 9 osób
- Na terenie Dzikowic działa jednostka Ochotniczej Straży Pożarnej. Drużyna liczy 15 członków. Wyposażona jest m.in. w:

lekki samochód gaśniczy Żuk GLM z motopompą, ciężki wóz bojowy STAR oraz przenośną motopompę PO-5
- Wieś posiada świetlicę wiejską powierzchni użytkowej 300 m².

## Sport i kultura
- Klub Sportowy „Raptus” Dzikowice. Klub został zarejestrowany i uzyskał osobowość prawną decyzją Starosty Żagańskiego z dnia 2.10.2008 roku[5][7].